# Rally Cataluña de 2021
El Rally Cataluña de 2021, oficialmente 56. RallyRACC Catalunya - Costa Daurada, fue la quincuagésima sexta edición y la undécima ronda de la temporada 2021 del Campeonato Mundial de Rally. Se celebró del 14 al 17 de octubre y contó con un itinerario de diecisiete tramos sobre asfalto que sumaban un total de 280,46 km cronometrados. Fue también la undécima ronda de los campeonatos WRC2 y WRC 3 y la quinta y última del JWRC.

## Lista de inscritos
| Num.                     | Piloto                                                               | Copiloto                                                                    | Automóvil              | Equipo                           | Neumático |
| ------------------------ | -------------------------------------------------------------------- | --------------------------------------------------------------------------- | ---------------------- | -------------------------------- | --------- |
| 1                        | Sébastien Ogier                                                      | Julien Ingrassia                                                            | Toyota Yaris WRC       | Toyota Gazoo Racing WRT          | P         |
| 2                        | Oliver Solberg                                                       | Craig Drew                                                                  | Hyundai i20 Coupe WRC  | Hyundai 2C Competition           | P         |
| 6                        | Dani Sordo                                                           | Cándido Carrera                                                             | Hyundai i20 Coupe WRC  | Hyundai Shell Mobis WRT          | P         |
| 7                        | Nil Solans                                                           | Marc Martí                                                                  | Hyundai i20 Coupe WRC  | Hyundai 2C Competition           | P         |
| 8                        | Ott Tänak                                                            | Martin Järveoja                                                             | Hyundai i20 Coupe WRC  | Hyundai Shell Mobis WRT          | P         |
| 11                       | Thierry Neuville                                                     | Martijn Wydaeghe                                                            | Hyundai i20 Coupe WRC  | Hyundai Shell Mobis WRT          | P         |
| 16                       | Adrien Fourmaux                                                      | Alexandre Coria                                                             | Ford Fiesta WRC        | M-Sport Ford WRT                 | P         |
| 18                       | Takamoto Katsuta                                                     | Aaron Johnston                                                              | Toyota Yaris WRC       | Toyota Gazoo Racing WRT          | P         |
| 33                       | Elfyn Evans                                                          | Scott Martin                                                                | Toyota Yaris WRC       | Toyota Gazoo Racing WRT          | P         |
| 44                       | Gus Greensmith                                                       | Chris Patterson                                                             | Ford Fiesta WRC        | M-Sport Ford WRT                 | P         |
| 54                       | Armando Pereira                                                      | Rémi Tutélaire                                                              | Ford Fiesta WRC        | Armando Pereira                  | P         |
| 69                       | Kalle Rovanperä                                                      | Jonne Halttunen                                                             | Toyota Yaris WRC       | Toyota Gazoo Racing WRT          | P         |
| 21                       | Mads Østberg                                                         | Torstein Eriksen                                                            | Citroën C3 Rally2      | TRT World Rally Team             | P         |
| 22                       | Archivo:Russian Automobile Federation flag.svgborder Nikolay Gryazin | Archivo:Russian Automobile Federation flag.svgborder Konstantin Aleksandrov | Škoda Fabia Rally2 Evo | Movisport SRL                    | P         |
| 23                       | Jari Huttunen                                                        | Mikko Lukka                                                                 | Hyundai i20 N Rally2   | Hyundai Motorsport N             | P         |
| 24                       | Teemu Suninen                                                        | Mikko Markkula                                                              | Hyundai i20 N Rally2   | Hyundai Motorsport N             | P         |
| 25                       | Georg Linnamäe                                                       | James Morgan                                                                | Volkswagen Polo GTI R5 | ALM Motorsport                   | P         |
| 26                       | Sean Johnston                                                        | Alexander Kihurani                                                          | Citroën C3 Rally2      | Saintéloc Junior Team            | P         |
| 27                       | Eric Camilli                                                         | Maxime Vilmot                                                               | Citroën C3 Rally2      | Sports&You                       | P         |
| 28                       | Erik Cais                                                            | Jindřiška Žáková                                                            | Ford Fiesta Rally2     | Movisport SRL                    | P         |
| 29                       | Kajetan Kajetanowicz                                                 | Maciej Szczepaniak                                                          | Škoda Fabia Rally2 Evo | Kajetan Kajetanowicz             | P         |
| 30                       | Chris Ingram                                                         | Ross Whittock                                                               | Škoda Fabia Rally2 Evo | Chris Ingram                     | P         |
| 31                       | Fabrizio Zaldivar                                                    | Carlos del Barrio                                                           | Škoda Fabia Rally2 Evo | Fabrizio Zaldivar                | P         |
| 32                       | Pepe López                                                           | Borja Odriozola                                                             | Škoda Fabia Rally2 Evo | Pepe López                       | P         |
| 34                       | Mikko Heikkilä                                                       | Topi Luhtinen                                                               | Škoda Fabia Rally2 Evo | Mikko Heikkilä                   | P         |
| 35                       | Josh McErlean                                                        | James Fulton                                                                | Hyundai i20 R5         | Josh McErlean                    | P         |
| 36                       | Jan Solans                                                           | Rodrigo Sanjuan de Eusebio                                                  | Citroën C3 Rally2      | Jan Solans                       | P         |
| 37                       | Armin Kremer                                                         | Ella Kremer                                                                 | Citroën C3 Rally2      | Armin Kremer                     | P         |
| 38                       | Mauro Miele                                                          | Luca Beltrame                                                               | Škoda Fabia Rally2 Evo | Mauro Miele                      | P         |
| 39                       | Miguel Díaz-Aboitiz                                                  | Diego Sanjuan de Eusebio                                                    | Škoda Fabia Rally2 Evo | Miguel Díaz-Aboitiz              | P         |
| 40                       | Emil Lindholm                                                        | Reeta Hämäläinen                                                            | Škoda Fabia Rally2 Evo | Emil Lindholm                    | P         |
| 41                       | Neil Simpson                                                         | Michael Gibson                                                              | Škoda Fabia Rally2 Evo | Neil Simpson                     | P         |
| 42                       | Dominik Stříteský                                                    | Jiří Hovorka                                                                | Škoda Fabia Rally2 Evo | Dominik Stříteský                | P         |
| 43                       | Sebastian Perez                                                      | Gary McElhinney                                                             | Ford Fiesta Rally2     | Sebastian Perez                  | P         |
| 48                       | Sami Pajari                                                          | Marko Salminen                                                              | Ford Fiesta Rally4     | Porvoon Autopalvelu              | P         |
| 49                       | Jon Armstrong                                                        | Phil Hall                                                                   | Ford Fiesta Rally4     | Codemasters DiRT Rally Team      | P         |
| 50                       | Mārtiņš Sesks                                                        | Renars Francis                                                              | Ford Fiesta Rally4     | LMT Autosporta Akadēmija         | P         |
| 51                       | Lauri Joona                                                          | Mikael Korhonen                                                             | Ford Fiesta Rally4     | Team Flying Finn                 | P         |
| 52                       | William Creighton                                                    | Liam Regan                                                                  | Ford Fiesta Rally4     | Motorsport Ireland Rally Academy | P         |
| 53                       | Robert Virves                                                        | Aleks Lesk                                                                  | Ford Fiesta Rally4     | Autosport Team Estonia           | P         |
| Fuente: ewrc-results.com |                                                                      |                                                                             |                        |                                  |           |

## Itinerario
| Día                      | Tramo | Nombre                         | Distancia | Ganador de la etapa              | Automóvil                              | Tiempo  | Líder de la general |
| ------------------------ | ----- | ------------------------------ | --------- | -------------------------------- | -------------------------------------- | ------- | ------------------- |
| Día 1 (14 de octubre)    | -     | Coll de la Teixeta (Shakedown) | 4.31 km   | Sébastien Ogier                  | Toyota Yaris WRC                       | 2:33.6  | -                   |
| Día 2 (15 de octubre)    | SS1   | Vilaplana 1                    | 20.00 km  | Elfyn Evans                      | Toyota Yaris WRC                       | 10:16.9 | Elfyn Evans         |
| Día 2 (15 de octubre)    | SS2   | La Granadella 1                | 21.80 km  | Thierry Neuville Elfyn Evans     | Hyundai i20 Coupe WRC Toyota Yaris WRC | 11:46.0 | Elfyn Evans         |
| Día 2 (15 de octubre)    | SS3   | Riba-roja 1                    | 14.21 km  | Elfyn Evans                      | Toyota Yaris WRC                       | 8:30.8  | Elfyn Evans         |
| Día 2 (15 de octubre)    | SS4   | Vilaplana 2                    | 20.00 km  | Thierry Neuville                 | Hyundai i20 Coupe WRC                  | 10:17.6 | Elfyn Evans         |
| Día 2 (15 de octubre)    | SS5   | La Granadella 2                | 21.80 km  | Thierry Neuville                 | Hyundai i20 Coupe WRC                  | 11:49.2 | Thierry Neuville    |
| Día 2 (15 de octubre)    | SS6   | Riba-roja 2                    | 14.21 km  | Thierry Neuville                 | Hyundai i20 Coupe WRC                  | 8:38.2  | Thierry Neuville    |
| Día 3 (16 de octubre)    | SS7   | Savallà 1                      | 14.08 km  | Thierry Neuville                 | Hyundai i20 Coupe WRC                  | 7:22.5  | Thierry Neuville    |
| Día 3 (16 de octubre)    | SS8   | Querol - Les Pobles 1          | 19.17 km  | Thierry Neuville                 | Hyundai i20 Coupe WRC                  | 10:29.6 | Thierry Neuville    |
| Día 3 (16 de octubre)    | SS9   | El Montmell 1                  | 24.40 km  | Thierry Neuville                 | Hyundai i20 Coupe WRC                  | 12:03.5 | Thierry Neuville    |
| Día 3 (16 de octubre)    | SS10  | Savallà 2                      | 14.08 km  | Thierry Neuville                 | Hyundai i20 Coupe WRC                  | 7:24.5  | Thierry Neuville    |
| Día 3 (16 de octubre)    | SS11  | Querol - Les Pobles 2          | 19.17 km  | Sébastien Ogier Thierry Neuville | Toyota Yaris WRC Hyundai i20 Coupe WRC | 10:30.5 | Thierry Neuville    |
| Día 3 (16 de octubre)    | SS12  | El Montmell 2                  | 24.40 km  | Sébastien Ogier                  | Toyota Yaris WRC                       | 12:03.7 | Thierry Neuville    |
| Día 3 (16 de octubre)    | SS13  | Salou                          | 2.24 km   | Thierry Neuville                 | Hyundai i20 Coupe WRC                  | 2:23.6  | Thierry Neuville    |
| Día 4 (17 de octubre)    | SS14  | Santa Marina 1                 | 9.10 km   | Dani Sordo                       | Hyundai i20 Coupe WRC                  | 5:05.5  | Thierry Neuville    |
| Día 4 (17 de octubre)    | SS15  | Riudecanyes 1                  | 16.35 km  | Dani Sordo                       | Hyundai i20 Coupe WRC                  | 10:04.3 | Thierry Neuville    |
| Día 4 (17 de octubre)    | SS16  | Santa Marina 2                 | 9.10 km   | Dani Sordo                       | Hyundai i20 Coupe WRC                  | 5:02.4  | Thierry Neuville    |
| Día 4 (17 de octubre)    | SS17  | Riudecanyes 2 (Power Stage)    | 16.35 km  | Dani Sordo                       | Hyundai i20 Coupe WRC                  | 10:09.3 | Thierry Neuville    |
| Fuente: ewrc-results.com |       |                                |           |                                  |                                        |         |                     |

### Power stage
El power stage fue una etapa de 16.35 km al final del rally. Se otorgaron puntos adicionales del Campeonato Mundial a los cinco más rápidos.
| Pos. | Piloto           | Copiloto         | Coche                 | Equipo                  | Tiempo  | Puntos |
| ---- | ---------------- | ---------------- | --------------------- | ----------------------- | ------- | ------ |
| 1    | Dani Sordo       | Cándido Carrera  | Hyundai i20 Coupe WRC | Hyundai Shell Mobis WRT | 10:09.3 | 5      |
| 2    | Thierry Neuville | Martijn Wydaeghe | Hyundai i20 Coupe WRC | Hyundai Shell Mobis WRT | +1.4    | 4      |
| 3    | Elfyn Evans      | Scott Martin     | Toyota Yaris WRC      | Toyota Gazoo Racing WRT | +4.2    | 3      |
| 4    | Sébastien Ogier  | Julien Ingrassia | Toyota Yaris WRC      | Toyota Gazoo Racing WRT | +4.5    | 2      |
| 5    | Kalle Rovanperä  | Jonne Halttunen  | Toyota Yaris WRC      | Toyota Gazoo Racing WRT | +6.9    | 1      |

## Clasificación final
| World Rally Championship        | World Rally Championship                                             | World Rally Championship                                                    | World Rally Championship | World Rally Championship         | World Rally Championship | World Rally Championship | World Rally Championship |
| Pos.                            | Piloto                                                               | Copiloto                                                                    | Automóvil                | Equipo                           | Neumático                | Tiempo                   | Puntos                   |
| ------------------------------- | -------------------------------------------------------------------- | --------------------------------------------------------------------------- | ------------------------ | -------------------------------- | ------------------------ | ------------------------ | ------------------------ |
| 1                               | Thierry Neuville                                                     | Martijn Wydaeghe                                                            | Hyundai i20 Coupe WRC    | Hyundai Shell Mobis WRT          | P                        | 2:34:11.8                | 25                       |
| 2                               | Elfyn Evans                                                          | Scott Martin                                                                | Toyota Yaris WRC         | Toyota Gazoo Racing WRT          | P                        | +24.1                    | 18                       |
| 3                               | Dani Sordo                                                           | Cándido Carrera                                                             | Hyundai i20 Coupe WRC    | Hyundai Shell Mobis WRT          | P                        | +35.3                    | 15                       |
| 4                               | Sébastien Ogier                                                      | Julien Ingrassia                                                            | Toyota Yaris WRC         | Toyota Gazoo Racing WRT          | P                        | +42.1                    | 12                       |
| 5                               | Kalle Rovanperä                                                      | Jonne Halttunen                                                             | Toyota Yaris WRC         | Toyota Gazoo Racing WRT          | P                        | +1:31.8                  | 10                       |
| 6                               | Gus Greensmith                                                       | Chris Patterson                                                             | Ford Fiesta WRC          | M-Sport Ford WRT                 | P                        | +4:17.3                  | 8                        |
| 7                               | Oliver Solberg                                                       | Craig Drew                                                                  | Hyundai i20 Coupe WRC    | Hyundai 2C Competition           | P                        | +4:26.7                  | 6                        |
| 8                               | Nil Solans                                                           | Marc Martí                                                                  | Hyundai i20 Coupe WRC    | Hyundai 2C Competition           | P                        | +4:34.9                  | 4                        |
| 9                               | Eric Camilli                                                         | Maxime Vilmot                                                               | Citroën C3 Rally2        | Sports&You                       | P                        | +9:49.4                  | 2                        |
| 10                              | Archivo:Russian Automobile Federation flag.svgborder Nikolay Gryazin | Archivo:Russian Automobile Federation flag.svgborder Konstantin Aleksandrov | Škoda Fabia Rally2 Evo   | Movisport SRL                    | P                        | +10:05.9                 | 1                        |
| World Rally Championship 2      |                                                                      |                                                                             |                          |                                  |                          |                          |                          |
| 1 (9.)                          | Eric Camilli                                                         | Maxime Vilmot                                                               | Citroën C3 Rally2        | Sports&You                       | P                        | 2:44:01.2                | 25                       |
| 2 (11.)                         | Teemu Suninen                                                        | Mikko Markkula                                                              | Hyundai i20 N Rally2     | Hyundai Motorsport N             | P                        | +20.2                    | 18                       |
| 3 (13.)                         | Erik Cais                                                            | Jindřiška Žáková                                                            | Ford Fiesta Rally2       | Movisport SRL                    | P                        | +56.1                    | 15                       |
| 4 (15.)                         | Mads Østberg                                                         | Torstein Eriksen                                                            | Citroën C3 Rally2        | TRT World Rally Team             | P                        | +1:51.8                  | 12                       |
| 5 (19.)                         | Sean Johnston                                                        | Alexander Kihurani                                                          | Citroën C3 Rally2        | Saintéloc Junior Team            | P                        | +5:30.8                  | 10                       |
| World Rally Championship 3      |                                                                      |                                                                             |                          |                                  |                          |                          |                          |
| 1 (12.)                         | Reeta Hämäläinen                                                     | Emil Lindholm                                                               | Škoda Fabia Rally2 Evo   | Emil Lindholm                    | P                        | 2:44:31.9                | 25                       |
| 2 (14.)                         | Kajetan Kajetanowicz                                                 | Maciej Szczepaniak                                                          | Škoda Fabia Rally2 Evo   | Kajetan Kajetanowicz             | P                        | +28.5                    | 18                       |
| 3 (17.)                         | Josh McErlean                                                        | James Fulton                                                                | Hyundai i20 R5           | Josh McErlean                    | P                        | +2:57.1                  | 15                       |
| 4 (18.)                         | Chris Ingram                                                         | Ross Whittock                                                               | Škoda Fabia Rally2 Evo   | Chris Ingram                     | P                        | +3:14.1                  | 12                       |
| 5 (22.)                         | Armin Kremer                                                         | Ella Kremer                                                                 | Citroën C3 Rally2        | Armin Kremer                     | P                        | +7:50.9                  | 10                       |
| Junior World Rally Championship |                                                                      |                                                                             |                          |                                  |                          |                          |                          |
| 1 (28.)                         | Sami Pajari                                                          | Marko Salminen                                                              | Ford Fiesta Rally4       | Porvoon Autopalvelu              | P                        | 2:58:02.5                | 50                       |
| 2 (29.)                         | Lauri Joona                                                          | Mikael Korhonen                                                             | Ford Fiesta Rally4       | Team Flying Finn                 | P                        | +15.9                    | 36                       |
| 3 (30.)                         | Robert Virves                                                        | Aleks Lesk                                                                  | Ford Fiesta Rally4       | Autosport Team Estonia           | P                        | +50.1                    | 30                       |
| 4 (43.)                         | Jon Armstrong                                                        | Phil Hall                                                                   | Ford Fiesta Rally4       | Codemasters DiRT Rally Team      | P                        | +33:51.8                 | 24                       |
| 5 (47.)                         | William Creighton                                                    | Liam Regan                                                                  | Ford Fiesta Rally4       | Motorsport Ireland Rally Academy | P                        | +58:54.1                 | 20                       |
| Fuente: ewrc-results.com        |                                                                      |                                                                             |                          |                                  |                          |                          |                          |

## Clasificaciones tras el rally
| Posición | Piloto           | Puntos | Cambios de posición |
| -------- | ---------------- | ------ | ------------------- |
| 1        | Sébastien Ogier  | 204    | Sin cambios         |
| 2        | Elfyn Evans      | 187    | Sin cambios         |
| 3        | Thierry Neuville | 159    | Sin cambios         |
| 4        | Kalle Rovanperä  | 140    | Sin cambios         |
| 5        | Ott Tänak        | 128    | Sin cambios         |

| Posición | Equipo                  | Puntos | Cambios de posición |
| -------- | ----------------------- | ------ | ------------------- |
| 1        | Toyota Gazoo Racing WRT | 476    | Sin cambios         |
| 2        | Hyundai Shell Mobis WRT | 429    | Sin cambios         |
| 3        | M-Sport Ford WRT        | 188    | Sin cambios         |
| 4        | Hyundai 2C Competition  | 52     | Sin cambios         |